# DNA (album, Little Mix)
DNA je debutové album britské dívčí hudební skupiny Little Mix. Album vyšlo 19. listopadu 2012 pod vydavatelstvím Syco. Skupina začala album nahrávat v prosinci 2011 a dokončila jej v září 2012. První singl z alba, "Wings", byl vydán 26. srpna 2012 a již první týden se jej prodalo přes 106,766 kopií.

## Seznam skladeb
| Pořadí | Název                            | Text | Délka |
| ------ | -------------------------------- | --- | ----- |
| 1.     | Wings                            | Little Mix, Tom Barnes, Ben Kohn, Iain James, Heidi Rojas, Erika Nuri, Michelle Lewis, Mischke Butler & Peter Kelleher | 3:39  |
| 2.     | DNA                              | Little Mix, Thomas Barnes, Peter Kelleher, Ben Kohn, Iain James                                                        | 3:56  |
| 3.     | Change Your Life                 | Little Mix, Richard "Biff" Stannard, Tim Powell, Ash Howes                                                             | 3:21  |
| 4.     | Always Be Together               | Ester Dean & Dapo Torimiro                                                                                             | 4:26  |
| 5.     | Stereo Soldier                   | Iain James, Thomas Barnes, Ben Kohn & Peter Kelleher                                                                   | 3:22  |
| 6.     | Pretend It's OK                  | Little Mix, Luke Fitton, Brian Higgins & Miranda Cooper                                                                | 3:44  |
| 7.     | Turn Your Face                   | Steve Mac & Priscilla Renea                                                                                            | 3:41  |
| 8.     | We Are Who We Are                | Steve Mac, Wayne Hector & Ina Wroldsen                                                                                 | 3:03  |
| 9.     | How Ya Doin'? (feat. Slick Rick) | Little Mix, Lewis, Babalola, Lewis, Carter, Skinner, Volpeliere-Pierrot, Thorp, Brookhouse, Drummond                   | 3:12  |
| 10.    | Red Planet (feat. T-Boz)         | Jon Levine, Autumn Rowe & Tionne "T-Boz" Watkins                                                                       | 3:46  |
| 11.    | Going Nowhere                    | Little Mix, Nicola Roberts, Fred Ball & Iain James                                                                     | 3:45  |
| 12.    | Madhouse                         | Iain James, Rufio Sandilands & Rocky Morris                                                                            | 3:49  |

| Deluxe Edition Bonus Tracks | Deluxe Edition Bonus Tracks | Deluxe Edition Bonus Tracks                                             | Deluxe Edition Bonus Tracks | Deluxe Edition Bonus Tracks |
| Pořadí                      | Název                       | Text                                                                    | Producent(i)                | Délka                       |
| --------------------------- | --------------------------- | ----------------------------------------------------------------------- | --------------------------- | --------------------------- |
| 13.                         | Love Drunk                  | Paul Meehan, Tim Woodcock, Alessandro Benassi & Leigh-Anne Pinnock      | Jarrad Rogers               | 3:35                        |
| 14.                         | Make You Believe            | Barnes, Kelleher, Kohn, Philippe-Marc Anquetill & James                 | TMS                         | 3:41                        |
| 15.                         | Case Closed                 | Little Mix, Robbie Lamond, Cathy Dennis, Darren Lewis & Iyiola Babalola | Lamond & Future Cut         | 3:12                        |
| 16.                         | DNA (Unplugged)             | Little Mix, Kohn, James, Kelleher & Barnes                              | TMS                         | 4:15                        |

| Deluxe Edition Bonus DVD | Deluxe Edition Bonus DVD        | Deluxe Edition Bonus DVD                             | Deluxe Edition Bonus DVD | Deluxe Edition Bonus DVD |
| Pořadí                   | Název                           | Text                                                 | Režiséř(i)               | Délka                    |
| ------------------------ | ------------------------------- | ---------------------------------------------------- | ------------------------ | ------------------------ |
| 1.                       | Wings (music video)             |                                                      | Max & Dania              | 3:39                     |
| 2.                       | Wings (acoustic) (video)        |                                                      |                          | 3:40                     |
| 3.                       | We Are Young (acoustic) (video) | Nate Ruess, Andrew Dost, Jack Antonoff, Jeff Bhasker |                          | 5:15                     |
| 4.                       | Creating Our DNA                |                                                      |                          | 15:42                    |

| iTunes Store Bonus Video | iTunes Store Bonus Video | iTunes Store Bonus Video | iTunes Store Bonus Video | iTunes Store Bonus Video |
| Pořadí                   | Název                    | Text                     | Režiséři                 | Délka                    |
| ------------------------ | ------------------------ | ------------------------ | ------------------------ | ------------------------ |
| 21.                      | Mastermind               |                          |                          | 4:51                     |

| iTunes Store Pre-Order Bonus Track | iTunes Store Pre-Order Bonus Track | iTunes Store Pre-Order Bonus Track | iTunes Store Pre-Order Bonus Track | iTunes Store Pre-Order Bonus Track |
| Pořadí                             | Název                              | Text                               | Producent(i)                       | Délka                              |
| ---------------------------------- | ---------------------------------- | ---------------------------------- | ---------------------------------- | ---------------------------------- |
| 13.                                | We Are Young                       | Ruess, Dost, Antonoff, Bhasker     | Rogers                             | 5:12                               |

## Umístění v hitparádách
| Hitparáda (2012)         | Dosažená pozice |
| ------------------------ | --------------- |
| Australian Albums Chart  | 10              |
| Irish Albums Chart       | 3               |
| New Zealand Albums Chart | 14              |
| Scottish Albums Chart    | 5               |
| UK Albums Chart          | 3               |